# Månens geologi
Månens geologi (der ofte betegnes selenologi, skønt dette udtryk mere generelt anvendes om "videnskab om Månen"[kilde mangler]) er helt forskellig fra Jordens. Månen mangler næsten helt atmosfære og forekomst af vand, hvilket eliminerer indflydelse fra og erosion på grund af et vejr. Desuden har den ingen form for pladetektonik, den har lavere tyngdekraft, og den afkøles på grund af dens lille størrelse hurtigere end Jorden. Måneoverfladens komplekse geomorfologi er dannet ved en kombination af processer, hvoraf de vigtigste er nedslag, som har dannet nedslagskratere, og vulkansk aktivitet. Månen er et differentieret legeme, som er opdelt i en skorpe, en kappe og en kerne.
De geologiske undersøgelser af Månen er baseret på en blanding af observationer fra teleskoper på Jorden, målinger fra rumsonder i kredsløb, indhentede måneprøver og geofysiske data. Der blev indsamlet prøver fra nogle få steder på Månen under Apollo-missionerne i slutningen af 1960'erne og begyndelsen af 1970'erne, hvilket bragte lidt over 380 kg måneklippe og overflademateriale tilbage til Jorden. Meget små mængder er desuden bragt tilbage ved det ubemandede, sovjetiske Luna-program. Månen er derfor indtil nu det eneste ikke-jordiske legeme, hvorfra der findes prøver med kendt geologisk placering. Der er fundet en håndfuld[kilde mangler] meteoritter fra Månen på Jorden, men det er ukendt, hvilke månekratere, de stammer fra. En betragtelig del af måneoverfladen er stadig ikke udforsket, og en lang række geologiske spørgsmål er derfor ubesvarede. Ingen prøver er indsamlet fra Månens bagside eller polområder.

## Dannelse
I lang tid var det mest fundamentale spørgsmål om Månens historie, hvorledes den var dannet. Tidlige hypoteser omfattede afspaltning fra Jorden, indfangning og samtidig dannelse, men nu er hypotesen om gigantsammenstødet den alment videnskabeligt accepterede hypotese.

### Spaltningshypotesen
Ideen om, at Jorden på et tidligt tidspunkt med en hurtigere rotation udslyngede en del af sin masse, hvorved Månen dannedes, blev fremsat af George Darwin (der var søn af den berømte biolog Charles Darwin). Det blev i almindelighed antaget, at Stillehavet var arret efter en sådan begivenhed. I dag vides det imidlertid, at den oceanbund, som ligger under dette oceanbassin, er forholdsvis ung, nemlig omkring 200 millioner år eller yngre, mens Månen er meget ældre. Hypotesen kan desuden ikke redegøre for vinkelmomentet i Jord-Måne-systemet.

### Indfangning af Månen
Denne hypotese gik ud på, at Månen dannedes et andet sted i solsystemet og senere indfangedes i færdig tilstand af Jordens tyngdefelt. Det er imidlertid et usandsynligt forløb, eftersom et tæt møde mellem Månen og Jorden enten ville resultere i en kollision mellem dem eller en sådan ændring af Månens bane, at den med stor sandsynlighed aldrig ville komme i nærheden af Jorden igen. Hvis hypotesen skulle være holdbar, forudsætter den, at den primitive Jord skulle have været omgivet af en enorm atmosfære, som kunne bremse Månens bevægelse nok til, at den forhindredes i at undslippe. En hypotese af denne art menes at kunne forklare de irregulære månebaner, som forekommer omkring Jupiter og Saturn, men det anses for en meget lidt holdbar forklaring, når det gælder Månen. Desuden har hypotesen vanskeligt ved at forklare, hvorfor de to himmellegemer har nogenlunde samme forholdsvise forekomst af ilt-isotoper.

### Samdannelseshypotesen
Ifølge denne hypotese dannedes Jorden og Månen samtidigt som et dobbeltsystem i solsystemets ur-skive. Hypotesen forklarer imidlertid hverken Jord-Måne-systemets vinkelmoment, eller hvorfor Månen er fattig på metallisk jern.

### Gigantsammenstødsteorien
For nuværende er den bedste forklaring på Månens opståen, at der skete en gigantisk kollision mellem to protoplaneter tidligt i den periode af solsystemets udvikling, hvor himmellegemerne samledes og sammenkittedes. Denne "gigantsammenstødsteori", som blev populær i 1984 (skønt den fremkom midt i 1970'erne), passer med omløbsbanerne for Jorden og Månen og forklarer, hvorfor Månens kun har en forholdsvis lille metalliske kerne. Kollisioner mellem planetesimaler anses nu for at føre til planeternes vækst i solsystemets tidlige udviklingsperiode, og i denne forbindelse er det uundgåeligt, at der også vil forekomme store sammenstød på det tidspunkt, hvor planeterne næsten er færdigdannet.
Teorien kræver, at Jorden, da dens størrelse var omkring 90% af dens nuværende, blev ramt af en anden planet med en diameter som Mars (dvs. med halvdelen af Jordens radius og en tiendedel af dens masse). Denne kolliderende planet kaldes af og til for Theia, der i den græske mytologi var mor til månegudinden Selene. Størrelsesforholdet mellem de to kloder er nødvendigt for, at sammenstødet kunne resultere i et system med et vinkelmoment, som er stort nok til at svare til den nuværende omløbskonfiguration, og sammenstødets uhyre voldsomhed ville have sendt tilstrækkeligt materiale i omløb om Jorden til, at det bagefter kunne samles og danne Månen.
Computersimulationer af en sådan begivenhed synes at vise, at sammenstødet til en vis grad sker ved, at de to kloder strejfer hinanden. Derved bliver en lille del af den indkommende klode til en lang stribe materiale i rummet, som derpå løsriver sig. Jordens asymmetriske form efter kollisionen får dette materiale til at gå i kredsløb om hovedmassen. Den involverede energi er umådelig stor. Billioner af tons materiale fordampede eller smeltede. På dele af Jorden må temperaturen være steget til 10.000 °C.
Denne dannelsesteori kan forklare, hvorfor Månen kun har en lille kerne af jern (formentlig omkring 25% af dens radius, sammenlignet med omkring 50% for Jorden). Hovedparten af den indkommende klodes jernkerne menes at være indgået i Jordens kerne. Også manglen på flygtige stoffer i måneprøverne forklares delvis af kollisionens energi. Den energi, som frigjordes ved samlingen af det omkredsende materiale vil desuden have været tilstrækkelig til at smelte en stor del af Månen, så der opstod et magmaocean.
Den nydannede Måne kredsede om Jorden i omkring en tiendedel af den nuværende afstand og overgik ved tidevandslåsning til bunden rotation, så den altid vendte samme side mod Jorden. Siden da har Månens geologi være uafhængig af forholdene på Jorden. Selv om teorien forklarer mange aspekter af Jord-Måne-systemet, er der stadig nogle få uløste problemer i den, herunder at mængden af flygtige grundstoffer ikke er så lille, som det må ventes efter et så energirigt nedslag.

## Geologisk historie
Månens geologiske historie er blevet opdelt i seks hovedepoker, Månens geologiske tidsaldre. Begyndende for omkring 4,5 milliarder år siden var den nydannede Måne i smeltet tilstand og kredsede meget nærmere Jorden. De optrædende tidevandskræfter deformerede den smeltede klode til en ellipsoide, hvis storakse pegede mod Jorden.

### Magmaocean på Månen
De første klipper, som nåede tilbage til Jorden med Apollo 11, var basalter. Skønt missionen landede i Mare Tranquillitatis, opsamlede den nogle få millimeterstore klippefragmenter var højlandet. Disse bestod hovedsageligt af plagioklas (feldspat), men enkelte udelukkende af anorthositisk plagioklas. Det var opdagelsen af disse mineralstykker, som førte til den dristige hypotese, at en stor del af Månen havde været flydende.
Det er en naturlig følge af gigantsammenstødet, at de stoffer, som samledes for at danne Månen, må have været særdeles varme. Modeller af forløbet forudsiger, at en stor del af Månen ville være i smeltet tilstand kort efter dens dannelse, og skøn over dybden af dette magmaocean spænder fra omkring 500 km og til total smeltning af Månen. Krystallisationen af dette magmaocean har medført en opdelt struktur med en forskellig sammensætning af skorpe og kappe og forklarer de vigtigste forekomster af de forskellige typer måneklipper.
De første mineraler, som udkrystalliseredes i dette ocean, var jern- og magnesiumsilikaterne olivin og pyroxen. Disse mineraler var tættere end det smeltede materiale, hvorfor de bundfældedes. Da krystallisationsfasen var omkring 75% færdig, udkrystalliseredes den lettere anorthositiske, plagioklase feldspat og flød opad, hvor den dannede en anorthositisk skorpe med en tykkelse på omkring 50 km. Den ældste apolloprøve er anorthosit fra Månens højlande, dateret til 4,52 milliarder år. Hovedparten af magmaoceanet krystalliserede hurtigt, dvs. i løbet af omkring 100 millioner år eller mindre, omend den tilbageværende magma, som var rig på KREEP (der består af ikke-reagerende og varmeproducerende stoffer), kan være forblevet i smeltet tilstand i endnu adskillige hundrede millioner – og måske helt op til 1 milliard år. Den KREEP-rige magma blev tilsyneladende til sidst koncentreret i området omkring Oceanus Procellarum- og Imbrium-bassinerne, et enestående geologisk område, der nu kendes som Procellarum KREEP-området.
Hurtigt efter dannelsen af Månens skorpe, og måske allerede mens den dannedes, begyndte de forskellige magmatyper at dannes, som ville føre til magnesiumholdige lag af norit og troctolit. Det vides ikke, i hvilken dybde dette fandt sted, men ifølge nyere teorier afgrænsedes Mg-lagene til Procellarum KREEP-området, og disse magmatyper synes på en eller anden måde at være relateret til KREEP, men deres oprindelse er stadig genstand for videnskabelig diskussion. Krystalliseringsalderen for de ældste klipper i Mg-lagene er omkring 3,85 milliarder år, men det må bemærkes, at det sidste store nedslag, som kan være trængt dybt ned i skorpen (Mare Imbrium-bassinet) også skete for ca. 3,85 milliarder år siden. Det synes derfor sandsynligt, at den plutoniske aktivitet i Mg-lagene fortsatte meget længere, og at der findes yngre plutoniske klipper dybt under overfladen.

### Det Store Bombardement
Analyser af prøver fra månens maria synes at vise, at de fleste nedslagsbassiner på Månen dannedes i løbet af en forholdsvis kort periode for mellem 4 og 3,85 milliarder år siden. Denne hypotese kaldes for det sene kraftige bombardement. Man har imidlertid nu indset, at udkastninger fra Imbrium-nedslagsbassinet, som er et af de yngste store nedslagsbassiner på Månen, kan findes på alle Apollo-landingsstederne og dermed være kommet med i de hjembragte måneprøver. Det er derfor muligt, at nogle bassiner (og i særdeleshed Mare Nectaris) fejlagtigt er blevet tilskrevet samme alder som Imbrium.
Mareområderne fremviser tidligere lavastrømme fra basaltiske udbrud. I sammenligning med jordiske lavatyper indeholder de større mængder jern, har lavere viskositet, og nogle har stærkt forøget indhold af det titanium-rige mineral ilmenit. Hovedparten af basaltudbruddene sket for mellem 3 og 3,5 milliarder år siden, omend nogle prøver fra mareområderne er dateret til en alder på 4,2 milliarder år, og de yngste menes (på grundlag af kratertælling) at stamme fra udbrud så sent som for en milliard år siden. Sammen med den vulkanske aktivitet i mareområderne skete der pyroklastiske udbrud, som sendte smeltet basaltisk materiale hundreder af kilometer væk fra vulkanen. En stor del af det flød ind i de lavtliggende områder, som udgjordes af nedslagsbassinerne på Månens forside. Dog må det bemærkes, at Oceanus Procellarum ikke svarer til nogen kendt nedslagsstruktur, og at de laveste områder på Månens bagside, særligt Sydpol-Aitken bassinet kun i ringe grad er omdannet til et mare.
Nedslag er nu den eneste øjeblikkelige, geologiske virkning på Månen, omend indvirkningen af Jordens tidevand i løbet af en anomalistisk måned forårsager små trykvariationer. Nogle af de vigtigste nedslagskratere, som benyttes i Månens stratigrafi, opstod i den nuværende, yngste periode. Således menes Copernicuskrateret, som har en dybde på 3,76 km og en radius på 93 km, at være dannet for omkring 900 millioner år siden (hvilket dog debatteres). Apollo 17-missionen landede i et område, hvor den måske indsamlede materiale, som stammede fra Tychokrateret. Undersøgelse af disse klipper synes at pege på, at dette krater kan være dannet for 100 millioner år siden, omend dette også kan diskuteres. Måneoverfladen har også være udsat for erosionspåvirkning fra rummet fra partikler med høj energi, solvind og støvpartikler (mikrometeoroider). Denne proces får strålesystemer fra yngre kratere til at blive mørkere, indtil de svarer til albedoen for den omgivende overflade. Hvis imidlertid strålernes materialesammensætning er anderledes end det omkringliggende materiale (som det kan forekomme, når en stråle fra "højlandet" når ind over et mare), kan strålen være synlig i meget længere tidsrum.

## Månelandskabet
Månelandskabet er karakteristisk ved nedslagskratere, deres udkastede materiale, nogle få vulkaner, bakker, lavastrømme og forsænkninger udfyldt af magma.

### Højlande
Månens mest tydelige træk er forskellen mellem den lyse og mørke områder. De lyse områder er månehøjlandet, som er navngivet terrae (ental terra, fra det latinske ord for Jorden), og de mørkere sletter kaldes maria (ental mare, latin for hav). Johannes Kepler introducerede disse navne i 1600-tallet. Højlandene er af anorthositisk sammensætning, mens mareområderne er plateaubasalter. Mareområderne falder ofte sammen med "lavlandet", men det er vigtigt at bemærke, at lavlandene (som det f.eks. er tilfældet i Sydpol-Aitkenbassinet) ikke altid er dækket af plateaubasalter. Højlandene er ældre end mareområderne og udviser derfor langt flere kratere.

### Maria
De vigtigste virkninger af vulkansk aktivitet på Månen er tydelige at se fra Jorden i form af de mørke maria på Månens forside, som de næsten dækker en tredjedel af. Mareområderne er store plateauer af størknet basaltisk lava, som har lav albedo. Derimod er kun få procent af Månens bagside påvirket af vulkanisme. At mareområderne er lavafyldte sletter var en udbredt videnskabelig opfattelse allerede før det blev bekræftet af Apollo-missionerne, eftersom de udviser samme typiske mønstre i form af lavastrømme og brud, som forbindes med lavarør.
Plateaubasalternes alder er blevet bestemt både ved direkte radiometrisk datering og ved kratertælling. Den højest fundne alder ved radiometri er omkring 4,2 milliarder år, mens den laveste alder, som er fastsat ved kratertælling, er omkring 1 milliard år. Det største rumfang blev dannet fra omkring 3 til 3,5 milliarder år siden. Den yngste lava strømmede ud i Oceanus Procellarum, mens noget af den ældste synes at findes på Månens bagside.
En stor del af plateaubasalterne flød ud i de lave nedslagsbassiner på Månens forside. Til trods herfor er det usandsynligt, at der er årsagssammenhæng mellem nedslagsbegivenheden og vulkanismen, fordi bassinerne er langt ældre (omkring 500 millioner år) end udfyldningen. Desuden svarer Oceanus Procellarum, der er den største forekomst af marevulkanisme på Månen, som nævnt ikke til noget kendt nedslagsbassin. Det antages i almindelighed at grunden til, at maria kun dannedes på forsiden, er, at Månens skorpe er tyndere der end på bagsiden. Men selv om skorpetykkelse vil kunne påvirke mængden af magma, som når op til overfladen, forklarer denne teori ikke, hvorfor bagsidens Sydpol-Aitken bassin, hvis skorpe er tyndere end i Oceanus Procellarum, kun i ringe grad er opfyldt af vulkansk materiale. Endelig kan det bemærkes, at Jordens tyngdekraft ikke er forklaringen på, at den vulkanske aktivitet skete på forsiden, eftersom Jordens tiltrækning nøjagtigt afbalanceres af centrifugalaccelerationen fra Månens rotation.
En anden type aflejringer, som er forbundet med mareområderne, men som dog også dækker højlandsområderne, er de såkaldte "mørk kappe"-aflejringer. De kan ikke ses med det blotte øje, men observeres i teleskoper og fra sonder i rummet. Også før Apollo-missionerne mente forskerne, at de var aflejringer fra pyroklastiske udbrud, og det blev styrket af, at nogle af dem synes at stå i forbindelse med mørke, aflange keglevulkaner. Forekomsten af pyroklastiske udbrud bekræftedes senere ved opdagelse af glaskugler svarende til dem, der findes i sådanne udbrud på Jorden.
Mange månebasalter indeholder små hulrum, kaldet vesikler, som dannedes af gasbobler, som frigjordes fra magmaen på grund af det vakuum, den mødte, da den nåede overfladen. Det vides ikke med sikkerhed, hvilke luftarter, gassen bestod af, men kulilte er en af mulighederne.
Måneprøvernes indhold af pyroklastisk glas udviser grønne, gule og røde nuancer. Farveforskellene skyldes forskelle i klippens titaniumkoncentration, idet de grønne partikler har den mindste (omkring 1%), mens de røde har den højeste (op til 14%, meget mere end de basalter, som har den højeste koncentration).

#### Kanaler
Kanaler eller riller på Månen er lange kløfter i dens overflade. De har i den del tilfældet virket som kanaler for en lavastrøm. Rillerne opdeles almindeligvis i tre typer, afhængigt af om deres form er slynget, buet eller retlinet. Ved at følge disse bugtede riller tilbage til deres "udspring" finder man ofte en gammel, vulkansk åbning. En af de mest bemærkelsesværdige slyngede riller er Vallis Schröteri, som ligger på Aristarchusplateauet i den østlige udkant af Oceanus Procellarum.

#### Skjoldvulkaner
På udvalgte steder på måneoverfladen findes en række skjoldvulkaner. Et eksempel herpå er Mons Rümker. De menes at være dannet af forholdsvis tyktflydende og muligvis silikatrig lava, som er strømmet ud af stedlige krateråbninger. De dannede skjoldvulkaner er brede, afrundede og cirkulære dannelser, som med en jævn skråning rejser sig til en højde på få hundrede meter i deres midterste del. Deres diameter er typisk 8-12 km, men kan dog være op til 20 km. Nogle af dem har et lille krater på toppen.

#### Dorsa
En dorsum (flertal:Dorsa) er en højderyg, som er dannet af sammentrækkende, tektoniske kræfter inde i et mare. De er således udbulinger i overfladen, som kan strækker sig over lange afstande. Nogle af dem kan udgøre omridset af begravede kratere eller andre geologiske formationer under maret. Et fremtrædende eksempel på et sådant omrids er Letronnekrateret.

#### Graben
Graben er tektoniske landskabstræk, som dannes under de belastninger, der opstår ved udvidelse. Strukturelt består de af to almindelige forkastninger med en nedfaldet blok imellem. De fleste graben findes i maria nær udkanten af store nedslagsbassiner.

### Nedslagskratere
Det kan virke overraskende, at det først i 1940'erne blev bredt accepteret, at Månens kratere opstod som følge af nedslag. Den klarlæggelse betød imidlertid, at Månens nedslagshistorie efterhånden kunne udarbejdes på grundlag af superpositionsprincippet, hvis hovedregel er, at hvis et krater eller dets udkastede materiale ligger over et andet, må det være det yngste. Omfanget af erosion er et andet tegn på et kraters alder, omend bedømmelsen heraf er mere subjektiv. Efter at geologen Eugene Shoemaker i slutningen af 1950'erne tog disse fremgangsmåder i brug, overgik den systematiske undersøgelse af Månen fra astronomerne til måne-geologerne.
Kraterdannelse ved nedslag er den mest betydende geologiske proces på Månen. Kraterne dannes, når et fast legeme som en asteroide eller en komet med stor fart (gennemsnittet er omkring 17 km per sekund) kolliderer med Månens overflade. Den kinetiske energi fra nedslaget danner en trykbølge, som breder sig fra nedslagsstedet. Den efterfølges af en undertryksbølge, som er ansvarlig for at udkastninger sendes ud af krateret. Endelig forekommer der et hydrodynamisk tilbageslag i kraterbunden, som kan skabe en central top.
Kraterne forekommer på hele Månens overflade og med et kontinuum af diametre, spændende fra bittesmå fordybninger til det umådeligt store Sydpol-Aitken bassin med en diameter på næsten 2.500 km og en dybde på 13 km. Udtrykt meget generelt følger kraterdannelsen en trend af aftagende kraterstørrelse i tidens løb. I særdeleshed skabtes de største nedslagsbassiner i de tidligste perioder og blev senere igen ramt af mindre nedslag, som nu ligger over dem. Hyppighedsfordelingen af kraternes størrelse på en given overflade følger tilnærmelsesvis en potenslov, der med tiden giver et stigende antal kratere med aftagende kraterstørrelse. Kurvens vertikale værdi kan bruges som et estimat for overfladens alder.
De nyeste nedslag kendetegnes ved at have tydelige landskabstræk som f.eks. en skarp kraterrand. Små kratere tenderer mod at være skålformede, mens større nedslag kan danne en central top omgivet af en flad kraterbund. Større kratere udviser i almindelighed nedskridninger langs de indre vægge, som kan danne terrasser og hylder. De allerstørste nedslagsbassiner kan være omgivet af flere koncentriske randsystemer af hævet materiale.
Under nedslaget udgraves stof med høj albedo, hvilket i begyndelsen giver krateret og det udkastede materiale, herunder et eventuelt strålesystem, et lyst udseende. I tidens løb nedsætter erosionspåvirkningen fra rummet gradvist dets albedo, så strålerne efterhånden nedtones. Gradvis vil krateret og det udkastninger desuden blive ramt af mikrometeoroider og mindre nedslag, og denne erosionsproces medfører en udjævning og afrunding af landskabstrækkene. Desuden kan et krater rammes af udkastninger fra andre nedslag, så trækkene bliver helt dækket til, og de kan endda dække den oprindelige centrale top.
Udkastningerne fra store nedslag kan omfatte større materialeblokke, som er store nok til selv at ramme overfladen og danne sekundære nedslagskratere. Sådanne kan i nogle tilfælde ses i radiale mønstre omkring et hovedkrater og er i almindelighed ikke så dybe som primære kratere med samme diameter. Det forekommer, at en hel række sådanne blokke er slået ned, så de danner en dal. Sådanne dale må ikke forveksles med catena, dvs. kraterkæder, som er lineære rækker af kratere, hvis opståen skyldes, at det indkommende legeme er brudt op i flere stykker før nedslaget.
Det gælder generelt, at et månekrater stort set har cirkulær form. Ved laboratorieeksperimenter er det vist, at selv skrå nedslag, som sker i en lille vinkel, har en tendens til at fremkalde et cirkulært krater, og der er da også kun få månekratere, som af sig selv har fået en elliptisk form. Et nedslag i lille vinkel kan derimod have til følge, at en eventuel central top er forskudt i forhold til kratermidten, og det vil desuden medføre asymmetrisk fordeling af udkastet materiale og af strålesystemet.
Der dannes kratere med mørk ring, når et nedslag udgraver materiale med lavere albedo fra undergrunden og derpå aflejrer dette mørkere materiale som udkastninger rundt om hovedkrateret. Det kan forekomme, når et område af mørk basaltisk materiale, som det findes i mareområderne, dækkes af lysere udkastninger fra fjernere nedslag i højlandene. Det mørkere materiale kan derpå blive gravet frem af et senere nedslag.
De største nedslag fremkaldte lag af smeltet klippe, som dækkede dele af overfladen i en tykkelse af op til en kilometer. Eksempler på sådanne tidligere smeltede lag kan f.eks. ses i den nordøstlige del af nedslagsbassinet Mare Orientale.

### Regolit
Gennem milliarder af år har måneoverfladen været udsat for nedslag af både små og store himmellegemer. Disse har i tidens løb pulveriseret og "behandlet" dens materiale, så der er dannet et lag af finkornet, såkaldt regolit. Lagets tykkelse varierer fra mellem 2 meter over de yngste maria til op mod 20 meter på højlandenes ældste overflader. Regolitten består overvejende af det materiale, som den pågældende region er rigt på, men kan også indeholde spor af udkastet stof fra fjerne nedslagskratere. Udtrykket "mega-regolit" benyttes ofte til at beskrive det stærkt opbrudte grundfjeld lige under overfladens regolitlag.
Regolitten indeholder klippestykker, fragmenter af mineraler fra det oprindelige grundfjeld samt glasagtige partikler, som er dannet under nedslagene. I de fleste forekomster af regolith udgør halvdelen af partiklerne mineraler, som er smeltet sammen af de glasagtige partikler. Den kemiske sammensætning af regolit skifter i forhold til, hvor den findes, idet den i højlandene er rig på aluminium og siliciumdioxid som klipperne i disse områder, mens den i mareområderne er rig på jern og magnesium men fattig på siliciumdioxid, som det også gælder de basaltiske klipper, den er dannet af.
Regolit på Månen er af stor betydning, fordi det også gemmer information om Solens historie. De atomer, som forekommer i solvinden – primært helium, neon, kulstof og kvælstof – rammer måneoverfladen og sætter sig fast i mineralkornene. Ved at analysere regolittens isotopiske sammensætning kan det fastslås, om solaktiviteten har ændret sig i tidens løb. Solvindens luftarter kunne få betydning for fremtidige månebaser, eftersom ilt, brint (vand), kul og kvælstof ikke kun er nødvendige for opretholdelse af liv, men også er potentielt nyttige til fremstilling af brændstof.

## Måneklipper

### Grundstofsammensætning
De grundstoffer, som vides at være til stede på Månens overflade, omfatter bl.a. ilt (O), silicium (Si), jern (Fe), magnesium (Mg), calcium (Ca), aluminium (Al), mangan (Mn) og titanium (Ti). De største forekomster er ilt, jern og silicium. Ilt alene skønnes at udgøre 45%.
| Oxid     | SiO2  | Al2O3 | FeO   | MgO   | CaO   | Na2O   | K2O   | Cr2O3 | MnO   | TiO2  |
| -------- | ----- | ----- | ----- | ----- | ----- | ------ | ----- | ----- | ----- | ----- |
| Vægtpct. | 44,4% | 6,14% | 10,9% | 32,7% | 2,31% | 0,092% | 0,01% | 0,61% | 0,15% | 0,31% |

Kulstof (C) og kvælstof (N) synes kun at være til stede i ubetydelige mængder, som er aflejret af solvinden. Neutronspektrometriske data fra Lunar Prospector-sonden tyder endvidere på tilstedeværelse af brint (H), koncentreret ved polerne.

### Overfladematerialer
Apollo-programmet bragte 381,7 kg overflademateriale tilbage til Jorden. Hovedparten af dette er oplagret i Lunar Receiving Laboratory i Houston i Texas og har haft uvurderlig betydning for opklaringen af Månens geologiske udvikling. Klipper fra Månen er for en stor del sammensat af de samme klippedannende mineraler, som også findes på Jorden, f.eks. olivin, pyroxen og plagioklas feldspat (anorthosit). Mineralet ilmenit er særdeles hyppigt forekommende i nogle marebasalter, og et nyt mineral, armalcolit (opkaldt efter Armstrong, Aldrin og Collins, de tre medlemmer af Apollo 11-mandskabet) blev første gang opdaget i måneprøverne.
Mareområderne er hovedsageligt sammensat af basalt, mens højlandsområderne er jernfattige og primært består af anorthosit, som er en klippe af calciumrig plagioklas feldspat. En anden betydende del af skorpen er klipper af den såkaldte Mg-serie, som troctolit, norit og KREEP-basalter. Disse klipper menes at være beslægtede via stenomdannelsen af KREEP.
Sammensatte klipper på måneoverfladen optræder ofte i form af breccia. De underopdeles efter, hvordan de er dannet, i fragmentarisk-, granulitisk- og nedslags-smeltet breccia. Den mafiske nedslags-smeltede breccia har højere andel af jern, magnesium og KREEP end de typiske anorthositiske klipper fra den øvre skorpe.

### Mareområdernes sammensætning
I forhold til klipperne i Månens højlande har basalten i mareområderne et større indhold af olivin og pyroxen, men mindre plagioklas. Deres jernindhold er større end i basalt fra Jorden, og de har også lavere viskositet. Nogle af dem har stort indhold af ilmenit, som er et ferro-titanoxid. Da de først indsamlede måneprøver var rige på ilmenit og andre tilsvarende mineraler, kaldtes de "høj-titanium" basalter. Apollo 12-missionen bragte basalter med mindre titaniumkoncentration tilbage, og disse kaldtes derfor "lav-titanium" basalter. Senere missioner, og også de sovjetiske ubemandede sonder, har bragt basalter tilbage med endnu lavere koncentrationer, "meget lavt-titanium" basalt. Clementine-missionen opsamlede dog data som viste, at marebasalterne findes i en ubrudt række af forskellige titaniumkoncentrationer, og at klipper med den største koncentration forekommer i mindst mængde.

## Månens indre struktur
Den aktuelle model for Månens indre opbygning er baseret på målinger med seismometre, som opstilledes under Apollo-missioner, samt undersøgelser af Månens tyngdefelt og rotation.
Månens masse er tilstrækkeligt stor til at sikre, at der ikke kan eksistere hulrum i dens indre, så den består helt af fast klippe. Dens lave massefylde, (~3346 kg m-3) peger på et lavt metalindhold. Afgrænsninger ud fra masse og inertimoment peger på, at Månen sandsynligvis har en kerne af jern med en radius på mindre end omkring 450 km. Studier af Månens fysiske librationer (små afvigelser i dens rotation) peger yderligere på, at denne kerne stadig er i smeltet tilstand. De fleste planeter og måner har jernkerner, som udgør omkring halvdelen af deres størrelse, så Månen er atypisk ved, at kernens størrelse kun udgør omkring en fjerdedel af dens radius.
Tykkelsen af Månens skorpe er i gennemsnit omkring 50 km (med en usikkerhed på omkring ±15 km), men det menes, at den på Månens bagside er omkring 15 km tykkere end på forsiden. Seismologiske målinger har kun angivet grænser for skorpetykkelsen i nærheden af landingsstederne for Apollo 12 og 14, hvor de først udførte analyser førte til en værdi på omkring 60 km, men den er ved fornyede beregninger af de indhentede data reduceret til at være mellem ca. 30 og 45 km.
Sammenlignet med Jorden har Månen et meget svagt eksternt magnetfelt og har slet ikke nu et dipolært magnetfelt (som det ville være tilfældet, hvis der var en geodynamo i dens kerne) og endelig har den magnetisering, som findes, næsten helt sin oprindelse i måneskorpen. En hypotese herom er, at der tidligt i Månens historie har eksisteret en geodynamo, som har magnetiseret skorpen, men kernens lille udstrækning kan være en indvending mod dette. En anden mulighed er, at der på en klode uden atmosfære kan tænkes at blive genereret transiente magnetfelter i forbindelse med nedslagsprocesser, og til støtte herfor er det bemærket, at de stærkeste magnetiseringer af skorpen synes at være beliggende nær antipoderne til de største nedslagsbassiner.